# Неоклассицизм (музыка)
Неоклассицизм ― музыкально-исторический термин для обозначения направления в академической музыке XX века, представители которого имитировали стиль музыкальных сочинений XVII—XVIII веков, особенно раннего классицизма и позднего барокко, противопоставляя такой стиль эмоционально и технически перегруженной музыке позднего романтизма. Пик популярности неоклассицизма пришёлся на 1920-е и 1930-е годы.

## Краткая характеристика
Граница между неоклассицизмом и необарокко размыта, поскольку сами композиторы охотно использовали жанровые и стилистические черты (форму, технику композиции, гармонию, фактуру) обоих исторических периодов, не особенно их различая. В последнее время термин «неоклассицизм» употребляется чрезмерно широко. Под ним понимаются не только стилизации венской классики и барокко, но также «эстетические реконструкции» других исторических периодов, отличных от романтизма. По мнению известного исследователя музыки XX века Л. О. Акопяна, «современные комментаторы нередко расширяют понятие неоклассицизма сверх всякой меры, охватывая им всю музыку большей части XX в., не укладывающуюся в категории „модернизма“ или „авангардизма“ <…> по существу термин „неоклассицизм“, взятый вне контекста западноевропейской музыки 1910—1930-х гг., малосодержателен и не имеет особой объяснительной ценности».
Нормативность художественного мышления была отчасти присуща ряду композиторов XIX — начала XX вв., представлявших умеренную ветвь позднего романтизма, таких как И. Брамс, М. Регер, С. Франк, К. Сен-Санс, В. д’Энди, А. К. Глазунов, С. И. Танеев. Применительно к их творчеству принято говорить о «классицистских тенденциях» или предвосхищении отдельных элементов стиля неоклассицизма.
Отдельные композиторские имитации «классического стиля» отмечаются уже во второй половине XIX в.: «Интермеццо в классическом стиле» М. П. Мусоргского (1862), «Старинный менуэт» М. Равеля (1895). Примеры неоклассицизма в музыке 1910-х гг. — «Классическая симфония» С. С. Прокофьева (1917) и «Бюрократическая сонатина» (1917, пародирующая до-мажорную сонатину Клементи) Э. Сати.
По мнению музыковеда Галины Филенко, трактующей неоклассицизм широко, как воплощение «античной темы» (а вовсе не в смысле стилизации венской классики), «Сократ» (1916—1918) Сати «явно предвосхищает неоклассицизм» «Аполлона Мусагета» и «Царя Эдипа» Стравинского, а также «Антигоны» Онеггера:76. Одновременно Филенко отмечает, что воссоздание «духа античности» средствами «грегорианской псалмодии» (так у Филенко) глубоко чуждо самой сути «насыщенного соками живых чувств античного искусства»:76.
В «симфонической драме» (авторское обозначение вокального цикла для сопрано с оркестром, на французский перевод фрагментов из «Диалогов» Платона) «Сократ» музыкальный язык Сати отличается почти классической ясностью и сдержанностью в выразительных средствах. Небольшой камерный оркестр (почти струнный) обволакивает партии вокалисток прозрачной полифонической тканью, нигде не нарушая суровый и строгий характер звучания. Музыка Сати не стремится в деталях совпадать с текстом, она передаёт только «общую среду» и атмосферу, постоянно сохраняя «среднюю температуру» эмоций и характера звучания на всём протяжении симфонической драмы. В этом своём свойстве Сати сродни художникам раннего Ренессанса, таким как Фра Беато Анжелико, Боттичелли и близкий им по духу в XIX веке Пюви де Шаванн, любимый художник молодости Сати. В своих полотнах они решали задачи единства всего изображения, отсутствия беспокойных контрастов, повторности параллельных линий или мелких штрихов, симметричного положения фигур. У Сати новый стиль находит выражение в сохранении единого, крайне сдержанного эмоционального тонуса на всём протяжении музыки «Сократа». Аналогичны и выразительные средства, постоянно повторяются или чередуются заранее отобранные гармонические последовательности, фактурные рисунки, группы мотивов и тематических образований, разделённых на короткие одно-двухтактовые ячейки. Как правило, повторы симметричны или почти симметричны на близком и отдалённом расстоянии. В точности таким же конструктивно-эмоциональным путём в скором будущем по следам «Сократа» Сати пойдут другие композиторы-неоклассики:74-75.
Сам Эрик Сати не употреблял термин «неоклассицизм» по причине своей брезгливости к любым школам и прочим «измам». Однако он не оставил ни малейших сомнений насчёт своих намерений. После скандальной премьеры балета «Парад», Сати решил радикально сменить стиль и сбить всех с толку, представив миру «принципиально новое» произведение:326. В начале 1917 года он говорит о сочинении «белом & чистом как Античность»:353. А спустя ещё год, закончив партитуру, подытоживает, что в «Сократе» имеет место «возврат к классической простоте, но с современной чувствительностью»:390. Первое исполнение симфонической драмы «Сократ» состоялось в июне 1918 года. Чуть менее года позже оркестровая премьера «Сократа» состоялась в одном концерте с «Лисом» Стравинского, который самым подробным образом познакомился с открытием Сати: как в клавирном, так и в оркестровом исполнении:396. После прослушивания «Сократа» в марте 1919, Стравинский воскликнул в порыве энтузиазма: «существуют только Шабрие, Бизе и Сати!»:1131. Что же касается Артюра Онеггера, то в 1918—1921 годах он присутствовал на всех премьерах Сати, а иногда даже вёл его концерты.
Как художественное направление неоклассицизм декларировал в 1920 г. Ф. Бузони, опубликовав статью «Новый классицизм» (в форме открытого письма музыковеду П. Беккеру). Неоклассицизм получил мощное развитие позже, прежде всего, у И. Ф. Стравинского («Аполлон Мусагет», «Пульчинелла», «Орфей», «Похождения повесы») и А. Русселя («Сюита in Fa», «Вакх и Ариадна»), по отношению к музыке которого термин «неоклассицизм» был впервые (в 1923 г.) употреблён. Дань неоклассицизму отдали многие композиторы первой половины XX в., среди которых А. Онеггер (сочинения?), Д. Мийо (сочинения?), Ф. Пуленк (Сельский концерт для клавесина, отчасти «Альборада» [Aubade]), П. Хиндемит (Камерная музыка № 6, «Художник Матис»), А. Казелла. Иногда к неоклассицистам причисляют итальянского композитора О. Респиги, в творчестве которого (три оркестровые сюиты «Antiche arie e danze», 1917, 1923, 1932) отмечаются стилистические и жанровые имитации музыки позднего Возрождения (а не венской классики), например баллетто, вилланеллы, гальярды.

## Неоклассицизм в неакадемической музыке
В XXI веке термин «неоклассика» часто используют как вариант (что является большим заблуждением) названия стиля Classical Crossover — своеобразного синтеза, гармоничного сочетания элементов классической музыки и поп-, рок-, или электронной музыки. Некоторые представители этого стиля — группа Elend, Ludovico Einaudi, Secret Garden и Lind Erebros